# Lathromeris longipenis
Lathromeris longipenis är en stekelart som beskrevs av Lin 1994. Lathromeris longipenis ingår i släktet Lathromeris och familjen hårstrimsteklar. Inga underarter finns listade i Catalogue of Life.